# Paulina Janczaruk
Paulina Janczaruk (ur. w Chełmie) – polska śpiewaczka, sopran koloraturowy.

## Życiorys
Swoją edukację muzyczną rozpoczęła w PSM I i II stopnia im. I. J. Paderewskiego w Chełmie. Jest absolwentką wydziału wokalno-aktorskiego Akademii Muzycznej im. G. i K. Bacewiczów w Łodzi w klasie dr Doroty Wójcik. Szkoliła się na licznych kursach mistrzowskich u wybitnych pedagogów, takich jak: Izabela Kłosińska, Ewa Vesin, Siergiej Leiferkus, Udo Reinemann, Beata Redo-Dobber, i wielu innych.
Na stałe związana jest z Operą Lubelską. Współpracuje także z Mazowieckim Teatrem Muzyczny im. J. Kiepury, Warszawską Operą Kameralną, Teatrem Muzycznym w Łodzi, Filharmonią Kaliską, Polską Filharmonią Sinfonia Baltica, Filharmonią im. H. Wieniawskiego w Lublinie, Filharmonią Łódzką im. A. Rubinsteina, Narodową Operetką Kijowską i z wieloma innymi.
Śpiewała pod kierownictwem dyrygentów takich jak: Tadeusz Kozłowski, Ruben Silva, Jakub Wnuk, Jose Maria Florencio, Piotr Sułkowski, Marcin Sompoliński, Przemysław Fiugajski, Michał Kocimski, Vincent Kozlovsky, Marcin Wolniewski, Kazimierz Wiencek.

## Repertuar

### Role operowe i operetkowe
- Aleko jako Zemfira
- Don Giovanni jako Zerlina
- Kraina Uśmiechu jako Lisa
- Wesoła Wdówka jako Hanna Glavary
- Zemsta Nietoperza jako Adela
- Baron Cygański jako Arsena
- Księżniczka Czardasza jako Anastazja
- Phantom jako Christine Daae
- Skrzypek na dachu jako Hudel

Wykonuje również arie z repertuaru koloraturowego: Arie Królowej Nocy z opery Czarodziejski Flet, aria Kunegundy z op. Kandyd, aria Olimpii z opery Opowieści Hoffmanna, aria Noriny z opery Don Pasquale, aria Gildy z opery Rigoletto.

## Osiągnięcia
- II miejsce w Jubileuszowym Międzynarodowym Konkursie Operetkowo-Musicalowym pod honorowym patronatem Wiesława Ochmana w Krakowie, (2022)
- Nagroda Związku Artystów Scen Polskich za szczególną osobowość artystyczną w Jubileuszowym Międzynarodowym Konkursie Operetkowo-Musicalowym pod honorowym patronatem Wiesława Ochmana w Krakowie, (2022)
- Nagroda dla najlepszej koloratury im. Barbary Barskiej-Feherpataky w Jubileuszowym Międzynarodowym Konkursie Operetkowo-Musicalowym pod honorowym patronatem Wiesława Ochmana w Krakowie, (2022)
- I wyróżnienie w Konkursie Operowym Viva Calisia w Kaliszu, (2022)
- Złota Maska za rolę Adeli w operetce Zemsta Nietoperza w reż. Artura Barcisia (Opera Lubelska), przyznana przez ZASP (oddział w Lublinie), (2023)[3]